# (4826) Wilhelms
(4826) Wilhelms (1988 JO) – planetoida z grupy pasa głównego asteroid okrążająca Słońce w ciągu 3,67 lat w średniej odległości 2,38 j.a. Odkryta 11 maja 1988 roku.